# Canadian Communications Foundation
A Canadian Communications Foundation (Fundação das Comunicações Canadenses, CCF) é uma fundação relacionada à história das comunicações de rádio e televisão no Canadá.
Foi criado em 1967, pela Canadian Association of Broadcasters. 